# ヤトハ

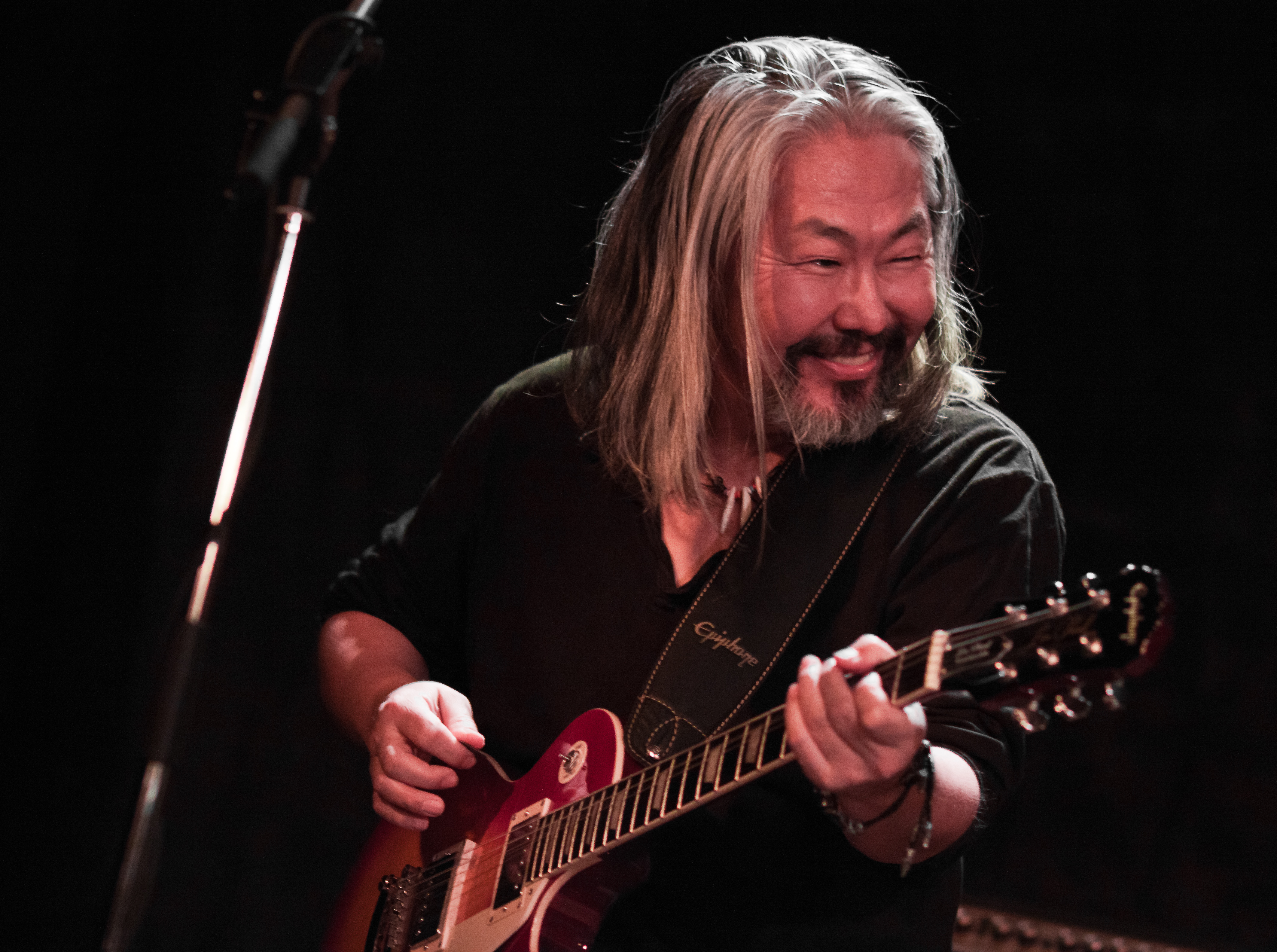
ヤトハ

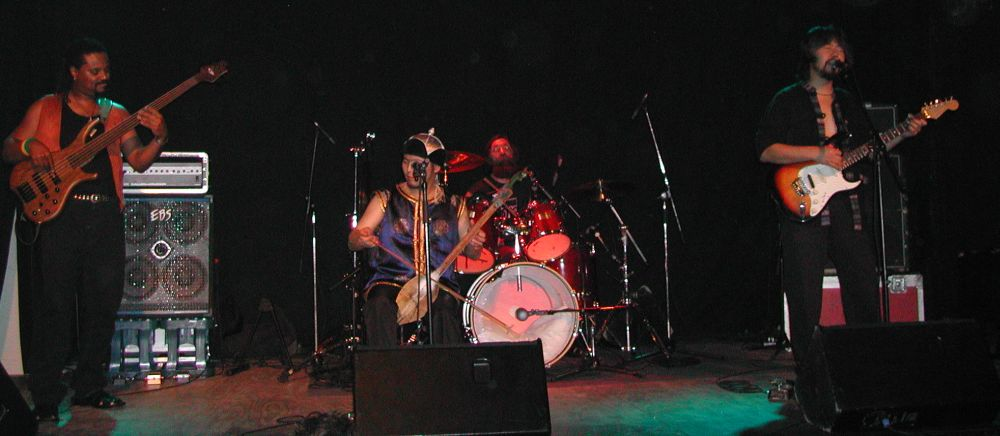
ヤトハ

ヤトハ（ロシア語：Ят-ха, Ятха、英: Yat-Kha）は、メインヴォーカル／ギターのアルベルト・クベズィンを中心としたロックバンド。1992年、モスクワにて結成。バンド名はモンゴルの箏であるヤトガに由来しているが、トゥバ語で「貧乏兄ちゃん」であるヤドゥー・ハ（ядыы-ха）という隠れた意味を持つ。メンバーの変動を経て、2005年からはおおむね現在のユニット（クベズィン、モングシュ、シピオ、トカチョフ）で定着している。クベズィンはロシア連邦トゥバ共和国出身であるが、母方にハカス人（ハース）の血をひいている。そのことも起因して、彼らのロックには、トゥバやロシアの民謡以外に、トゥバ周辺民族の民謡や、世界のさまざまな音楽が消化されている。
北村龍平監督「ヒート・アフター・ダーク」（1996）では、全編ヤトハの音楽が使われている。

## 現在のメンバー
アルベルト・クベズィン Albert Kuvezin - ギター、ボーカル
ショルバン・モングシュ Sholban Mongush – イギル 、ボーカル
イェフゲーニ・トカチョフ Evgeny Tkachev aka Rasputin – ドラム、マンドリン、コーラス
テオドール・シピオTheodore Scipio – ベース

## アルバム
- 1989 The Spectre of Coming Disaster（カセット版）（ロシア語版は1991 Priznak Gryadushchei Bedy（カセット版））
- 1992 Antropophagia（カセット版は別タイトル「Khanparty」）
- 1995 Yenisei Punk（日本語版は1997年P-Vine Recordsより、ボーナストラック付き）
- 1996 Tundra's Ghosts
- 1999 Dalai Beldiri
- 2000 Aldyn Dashka
- 2001 Bootleg (in Europe Live 2001)
- 2003 tuva.rock
- 2005 Re-Covers
- 2005 Bootleg 2005
- 2010 Poets and Lighthouses
- 2010 Ways of Nomad the Best
- 2011 Live at The Stray Dog
- 2021 We Will Never Die

## 受賞
1991 - カザフスタンのアルマトゥでの『アジアの声』にて「ブライアン・イーノ賞」
1995 – アルバム「イェニセイ・パンク」がフランス RFI「東洋の発見賞」
1996 - ラジオ・フランス国際コンテスト『東洋のポップとロック』にて「審査員賞」
1997 – ヤトハのビデオ・ドキュメンタリー「ドゥングルダイ」（ゲルド・コンラッド監督）がフランス・カンヌの国際音楽著作権見本市の「低予算」部門にて1位
1999 – アルバム「ダライ・ベルディリ」が「1999年ドイツ批評家賞」
2002 - モスクワにて民族音楽における、ベスト・クラブ・パフォーマンス賞
2002 – BBCラジオ3 の「ワールド・ミュージック賞」（アジア・太平洋部門）
2007 – ロシア連邦シュシェンスコエ『サヤンの環』にて「金のイリア賞」（シベリアの民族音楽の伝説部門）
2009 - ロシア連邦アルタイ共和国『ワールド・ミュージック・フェスティバル・イン・アルタイ』にて「金のアルタイ賞」

## その他
- iPhone 15 Pro - TVCM曲として、"Karangailyg Kara Hovaa (Dyngyldai)"が使われた。